# Donalds
Donalds – miasto w Stanach Zjednoczonych, w stanie Karolina Południowa, w hrabstwie Abbeville.